# Cercopithecus pogonias
Espèce
Statut de conservation UICN

 NT  : Quasi menacé
Le Cercopithèque pogonias (Cercopithecus pogonias) est une espèce de singes de la famille des cercopithécidés. C'est un cercopithèque arboricole qui vit dans l'ouest de l'Afrique centrale.

## Liste des sous-espèces
Selon ITIS:
- sous-espèce Cercopithecus pogonias grayi Fraser, 1850
- sous-espèce Cercopithecus pogonias nigripes du Chaillu, 1860
- sous-espèce Cercopithecus pogonias pogonias Bennett, 1833

Selon la troisième édition de Mammal Species of the World de 2005:
- sous-espèce Cercopithecus pogonias grayi
- sous-espèce Cercopithecus pogonias nigripes
- sous-espèce Cercopithecus pogonias pogonias
- sous-espèce Cercopithecus pogonias schwarzianus